# Archibooks
 (octobre 2019).
Archibooks est un département de la maison d’édition française implantée à Paris Bookstorming (librairies, revues d'architecture),.
Fondée par Marc Sautereau en 2005, elle est spécialisée dans les domaines de l’art, de l’architecture et du design et avait publié près de 150 livres à fin 2011.

## Histoire
La maison d'édition publie essentiellement des volumes illustrés, mais aussi des essais, tous consacrés à l’architecture, à l’urbanisme, au design, à la photographie et à l’art contemporain. Archibooks s'engage à continuer l'édition papier pour que les livres demeurent un objet d'expression.

## Collections
La maison d'édition Archibooks a plusieurs collections qui publient régulièrement des ouvrages :
- Esprit du lieu
- Les 101 mots
- Crossborders

## Sources
- « Archibooks »(Archive.org • Wikiwix • Archive.is • Google • Que faire ?), sur CharpentesBois.com.
- « Crossborders »(Archive.org • Wikiwix • Archive.is • Google • Que faire ?) [PDF], sur horizonpaysage.org.
- « Crossborders »(Archive.org • Wikiwix • Archive.is • Google • Que faire ?), sur AI Hennet Communications.